# Paulosz Aiginitész
Paulosz Aiginitész (7. század első fele) orvos.

## Élete
Aigina szigetén született, orvosi tanulmányait Alexandriában végezte, s 640-ig, a város arabok általi elfoglalásáig mint tanár működött. Egy hét könyvből álló orvosi tankönyvet írt, melynek „Hüpomnémata” (emlékkönyv) címet adott. Noha a mű jórészt kompiláció Pedaniosz Dioszkoridész, Galénosz, Oribasziosz, Aetiosz és Tralleiszi Alexandrosz munkáiból, fejtegetései során eredeti megfigyeléseket is közöl s helyenként önálló felfogást tanúsít. E szempontból a legbecsesebb a hatodik könyv, amely a sebészetet tárgyalja. Nőgyógyászattal is foglalkozott, erről is készített egy tankönyvet, amely azonban elveszett. Paulosz munkáit már a 9. században lefordították arab nyelvre, s az arab orvosírók mint a legnagyobb tekintélyt idézték. Munkáinak eredeti görög szövege először 1528-ban jelent meg nyomtatásban Velencében, Aldus Manutius kiadásában.